# (2032) Ethel
(2032) Ethel es un asteroide perteneciente al cinturón de asteroides, descubierto el 30 de julio de 1970 por la astrónoma rusa Tamara Smirnova desde el Observatorio Astrofísico de Crimea (República de Crimea, Rusia).

## Designación y nombre
Designado provisionalmente como 1968 DL. Fue nombrado en homenaje a la escritora y compositora musical anglo-irlandesa Ethel Lilian Voynich.